# Undicesimo: non vivere
Undicesimo non vivere (Believed violent) è un romanzo giallo di genere Hard boiled dello scrittore James Hadley Chase, pubblicato nel 1968. È il quarto libro con protagonista il capitano Frank Terrell della polizia di Miami.

## Trama
A Berlino, Herman Radnitz, un ricchissimo (e pericoloso) uomo d'affari, si fa condurre nella zona Est e propone a un funzionario sovietico di procurargli una preziosa formula chimica che, se applicata, consentirebbe di battere gli USA nella conquista dello spazio. Il prezzo preteso da Radnitz è di quattro milioni di dollari, in cambio dei quali egli rimuoverebbe ogni ostacolo: infatti lo scienziato che ha scoperto la formula, Paul Forrester, da più di due anni è ricoverato in manicomio per aver ucciso l'amante della moglie. Radnitz incarica Jonathan Lindsey di preparare l'operazione, che si svolgerà a Paradise City. Lindsey si avvale di due killer per tutti i suoi incarichi: sono Keegan e Silk, assassini senza scrupoli, evitati persino dai malavitosi.
Assicuratosi la complicità dell'infermiere Lewis, Lindsey fa rapire Forrester dall'ospedale e uccidere Lewis e la sua ragazza Drena. Inoltre ha fatto in modo di intrappolare l'ex assistente di Forrester che, accusata di un furto abilmente preparato, quando esce dal carcere, viene a sua volta rapita: la giovane non ha parenti e il fidanzato è tolto di mezzo da un pestaggio che lo costringe a un ricovero ospedaliero di due settimane. Su questi fatti intervengono la CIA e l'FBI, chiamati dal capitano della polizia locale Frank Terrell. Pur subordinato a Warren e Hamilton (CIA) e Williams (FBI), Terrell con i suoi uomini scopre molti collegamenti tra i vari omicidi e fornisce preziosi indizi che consentono di identificare Keegan e Silk.
Nel frattempo, Forrester è tenuto nascosto tra le montagne, in un complesso di caverne, mentre la sua assistente Nona Jacey, in un altro settore, viene terrorizzata da Keegan e poi istruita da Sheila (una drogata) su ciò che deve dire e fare quando verrà portata dallo scienziato. L'incontro tra Forrester e Nona avviene senza testimoni oculari e i due riescono a comunicare con il linguaggio dei gesti. Forrester esce dallo stato di apatia in cui ha vissuto nei due ultimi anni e, lasciando la stanza con Nona, dichiara che ha in bocca una capsula di cianuro e che non esiterà a togliersi la vita, se non viene subito liberato con la ragazza. Di fronte a ciò, Lindsey ordina ai suoi di non ostacolare Forrester e anzi di fuggire tutti al più presto. Lui stesso riesce a partire per il Messico.
Nona giunge alla centrale di polizia per parlare con Terrell, mentre Forrester si è barricato nell'appartamento temporaneamente vuoto di un amico. Egli esige di conferire solo con Warren, mantenendo la minaccia di inghiottire il cianuro, se non sarà assecondato. Così Warren si mette in contatto con lo scienziato ed è costretto a cedere alle sue richieste: fare in modo che Forrester incontri la moglie e procurargli un coltello. Nonostante gli scrupoli di Warren, i colleghi affermano che la formula dello scienziato è troppo preziosa e, aspettandosi che egli uccida la moglie, non esiterebbero a consegnarla. Invece Thea Forrester, una giovane troppo provocante, ha sedotto un agente che, in un impeto d'ira, la colpisce con troppa violenza, causandole una morte istantanea, quanto involontaria. I vari funzionari si augurano che Forrester comprenda quanto è avvenuto, ma l'uomo, dopo averli accusati di omicidio volontario, si barrica in una stanza e inghiotte il veleno.

## Personaggi
- Mervin Warren, – direttore del Centro Ricerche Missilistiche di Paradise City.
- Capitano Frank Terrell, capo della polizia di Paradise City.
- Jo Beigler, sergente della polizia di Paradise City.
- Tom Lepski, agente della polizia di Paradise City.
- Jesse Hamilton, funzionario della CIA.
- Roger Williams, funzionario dell’FBI.
- Paul Forrester, scienziato.
- Thea Forrester, moglie di Paul.
- dottor Max Hertz, proprietario e primario della clinica per malattie mentali "Harrison Wentworth".
- Nona Jacey, assistente di laboratorio di Forrester,
- Alec Sherman, innamorato di Nona Jacey.
- Drena French, ragazza che lavora al club notturno Go-Go.
- Fred Lewis, innamorato di Drena e infermiere alla "Harrison Wentworth".
- Shane O'Brien, proprietario del club e principale di Drena.
- Herman Radnitz, uomo d’affari.
- Jonathan Lindsey, braccio destro di Radnitz.
- Lu Silk, Chet Keegan, sicari di Radnitz.
- Sheila Latimer , giovane drogata, sfruttata da Keegan.
- Alex Kuntz, neurochirurgo; ricattato da Lindsey per i crimini che ha compiuto da nazista

## Opere derivate
Dal romanzo è stato realizzato il film Presunto violento (titolo originale: Présumé dangereux, 1990): regia di Georges Lautner, con Michael Brandon, Sophie Duez, Robert Mitchum; musica di Stelvio Cipriani.

## Edizioni in italiano
- James Hadley Chase, Undicesimo: non vivere, traduzione di Nuccia Agazzi, collana Segretissimo n. 264, Milano: A. Mondadori, 1968
- James Hadley Chase, Undicesimo: non vivere, traduzione di Nuccia Agazzi, Milano: A. Mondadori, 1980